# Descriptor
Descriptor es un término inventado por Calvin Mooers en los años 1950, se utiliza en la elaboración de tesauros. La palabra simple (o uniterm de Mortimer Taube) que se utiliza en el lenguaje de indexación, se puede reemplazar por una palabra o grupo de palabras conceptuales, que Mooers llama descriptores.